# Droga bez powrotu (film 1932)
Droga bez powrotu (ang. One Way Passage) – amerykański film z 1932 roku w reżyserii Taya Garnetta.

## Obsada
- William Powell jako Dan Hardesty
- Kay Francis jako Joan Ames
- Aline MacMahon jako hrabina Barilhaus
- Frank McHugh jako Skippy
- Warren Hymer jako Steve Burke
- Frederick Burton jako doktor

## Nagrody i nominacje
| Nazwa nagrody | Wygrane                                                        | Nominacje    |
| ------------- | -------------------------------------------------------------- | ------------ |
| Oscar         | 1934 Najlepsze oryginalne materiały do scenariusza Robert Lord | 1934 wygrana |